# Cyrtophora parnasia
Cyrtophora parnasia là một loài nhện trong họ Araneidae.
Loài này thuộc chi Cyrtophora. Cyrtophora parnasia được Ludwig Carl Christian Koch miêu tả năm 1872.